# Pokrajina Crotone
Pokrajina Crotone (v italijanskem izvirniku Provincia di Crotone [provìnča di krotòne]) je ena od petih pokrajin, ki sestavljajo italijansko deželo Kalabrija. Meji na severu s pokrajino Cosenza, na vzhodu in jugu z Jonskim morjem in na zahodu s pokrajinama Cosenza ter Catanzaro.

## Večje občine
Glavno mesto je Crotone, ostale večje občine so (podatki 31.3.2009):
| Občina                | Prebivalcev |
| --------------------- | ----------- |
| Crotone               | 60.940      |
| Isola di Capo Rizzuto | 15.095      |
| Cirò Marina           | 14.671      |
| Cutro                 | 10.136      |
| Petilia Policastro    | 9.274       |

## Naravne zanimivosti
Ime mesta Isola di Capo Rizzuto, ki je po velikosti drugo v pokrajini, pomeni dobesedno Otok rta Rizzuto, kar je svoje vrste nesmisel, saj se kraj nahaja na daljšem polotoku, ki ni bil nikoli samostojen otok. Poimenovanje otok pa je znano še iz starih časov in po mnenju nekaterih zgodovinarjev gre le za napako v prevajanju. V devetem stoletju je bila namreč ustanovljena na polotoku škofija, ki je bila v bizantinskih arhivih označena kot aesylon, to je zatočišče ali kraj, ki nudi zavetje pred preganjanjem. Nespretni prevajalec je "ae" spremenil v "i", kar je dalo kraju latinsko ime "insula" in pozneje italijansko "isola", to je "otok".
Seznam zaščitenih področij v pokrajini:
- Narodni park Sila (Parco nazionale della Sila)
- Morski rezervat Capo Rizzuto (Area naturale marina protetta Capo Rizzuto)

## Zgodovinske zanimivosti
Pokrajina je bila v pretekli zgodovini važno središče grške kulture na Apeninskem polotoku. Mesto Sibari je bila najstarejša grška kolonija, ki je zelo zgodaj pridobila veliko bogastvo in ugled: še danes pomeni oznaka sibarit razkošnega bogatina. Kot poroča zgodovinar Diodor Sicilski, je leta 510 pr. n. št. demokratična stranka pregnala oligarhe iz mesta in ti so se zatekli v Kroton, današnji Crotone, od koder so nadaljevali z vojno. Čeprav so bili prebivalci Sibarija številnejši, so jih Krotonski vojaki premagali, mesto je bilo razdejano in struga reke Crati preusmerjena preko njegovih ostankov. Današnji Sibari (okoli 5000 prebivalcev) je nekoliko odmaknjen od zgodovinskega mesta in se nahaja v pokrajini Cosenza. Nastal je šele v drugi polovici dvajsetega stoletja poleg muzejev in izkopanin, ki so prišle na dan pri bonifikaciji področja.